# Андраде, Леонор
Леоно́р Андра́де (порт. Leonor Andrade; 13 сентября 1994) — португальская певица и актриса.
В 2015 году представляла Португалию на Евровидении 2015 в Вене с песней «Há um mar que nos separa».

## Биография

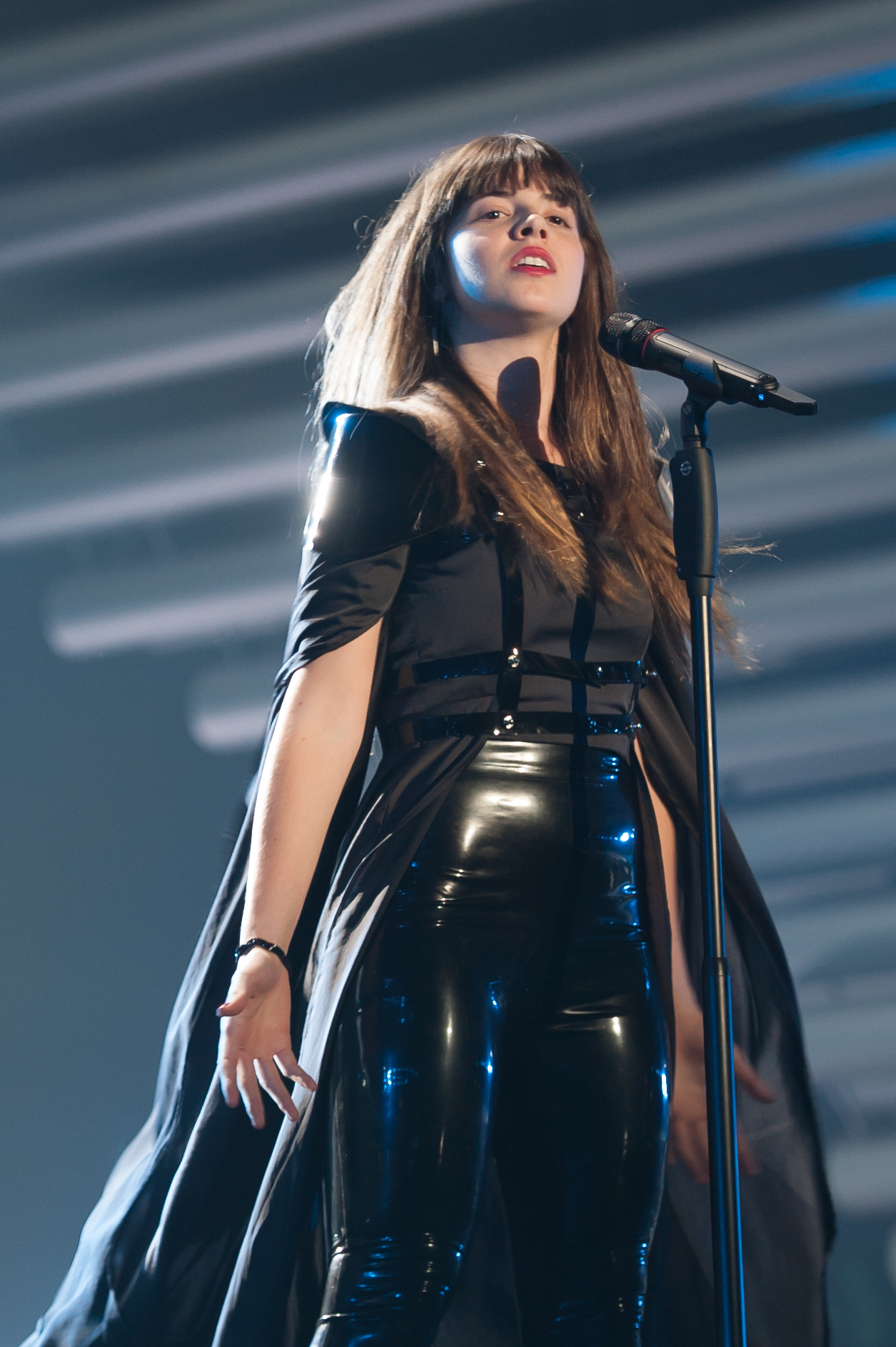
Евровидение 2015

В 2014 году Андраде принимала участие во втором сезоне шоу «The Voice Portugal», португальской версии телешоу Голос. В 13 эпизоде она покинула проект. После голоса Андраде попробовала себя в роли актрисы в сериале Água de Mar, где сыграла роль Жуаны Луш.

### Участие Леоноры в «The Voice Portugal»
| Этап конкурса        | Исполненная композиция                                  | Оригинальный исполнитель | Результат                               |
| -------------------- | ------------------------------------------------------- | ------------------------ | --------------------------------------- |
| Слепые прослушивания | «Feeling Good»                                          | Нина Симоне              | Леонор попала в команду Ансельмо Ральфа |
| Поединки             | «It's a Man's Man's Man's World» (vs Джессики Киприано) | Джеймс Браун             | Спасена наставником                     |
| Первый прямой эфир   | «I Put a Spell on You»                                  | Нина Симоне              | Спасена (Выбор телезрителей)            |

19 февраля 2015 года Андраде была объявлена в качестве одного из двенадцати участников песенного конкурса Festival da Canção с песней Há um mar que nos separa. 7 марта 2015 года она выиграла конкурс и, таким образом, был выбрана для того, чтобы представлять Португалию на конкурсе песни Евровидении 2015.

## Дискография
- 2016 — Setembro / Сентябрь

## Фильмография
- Água de Mar[порт.] — Жуана Луш
- Алиса знает, что делать! — Салда, певица (португальская версия дубляжа)